# UEFA Club Football Awards
Les UEFA Club Football Awards sont des récompenses délivrées de 1997 à 2010 et depuis 2017 par l'Union des associations européennes de football (UEFA) aux meilleurs joueurs de la saison évoluant dans les clubs européens de football. Les vainqueurs reçoivent leur trophée au mois d'août lors d'un gala à Monaco précédant le match de Supercoupe de l'UEFA. À partir de 2005, les prix sont remis lors du tirage au sort de la phase de groupes de la Ligue des champions de l'UEFA. Trois joueurs sont nommés pour chaque catégorie de prix. Ces récompenses sont organisées et financées par l'UEFA. 
En 2011, ces récompenses sont remplacés par le Prix UEFA du meilleur joueur d'Europe.

## Palmarès

### Hommes

#### Meilleur footballeur de l'année UEFA
| Saison                                                        | Joueur                               | Club                                 | Poste                                |
| Meilleur footballeur de l'année UEFA                          | Meilleur footballeur de l'année UEFA | Meilleur footballeur de l'année UEFA | Meilleur footballeur de l'année UEFA |
| ------------------------------------------------------------- | ------------------------------------ | ------------------------------------ | ------------------------------------ |
| 1997-1998                                                     | Ronaldo                              | Inter Milan                          | Attaquant                            |
| 1998-1999                                                     | David Beckham                        | Manchester United                    | Milieu de terrain                    |
| 1999-2000                                                     | Fernando Redondo                     | Real Madrid                          | Milieu de terrain (2)                |
| 2000-2001                                                     | Stefan Effenberg                     | Bayern Munich                        | Milieu de terrain (3)                |
| 2001-2002                                                     | Zinédine Zidane                      | Real Madrid (2)                      | Milieu de terrain (4)                |
| 2002-2003                                                     | Gianluigi Buffon                     | Juventus FC                          | Gardien de but                       |
| 2003-2004                                                     | Deco                                 | FC Porto                             | Milieu de terrain (5)                |
| 2004-2005                                                     | Steven Gerrard                       | Liverpool FC                         | Milieu de terrain (6)                |
| 2005-2006                                                     | Ronaldinho                           | FC Barcelone                         | Milieu de terrain (7)                |
| 2006-2007                                                     | Kaká                                 | AC Milan                             | Milieu de terrain (8)                |
| 2007-2008                                                     | Cristiano Ronaldo                    | Manchester United (2)                | Attaquant (2)                        |
| 2008-2009                                                     | Lionel Messi                         | FC Barcelone (2)                     | Attaquant (3)                        |
| 2009-2010                                                     | Diego Milito                         | Inter Milan (2)                      | Attaquant (4)                        |
| Remplacé en 2011 par le Prix UEFA du Meilleur joueur d'Europe |                                      |                                      |                                      |

#### Joueurs de la Ligue des Champions

##### Meilleur joueur de la Ligue des Champions
| Saison    | Joueur          | Club                | Poste             |
| --------- | --------------- | ------------------- | ----------------- |
| 2021-2022 | Karim Benzema   | Real Madrid         | Attaquant         |
| 2022-2023 | Rodri           | Manchester City     | Milieu de terrain |
| 2023-2024 | Vinícius Júnior | Real Madrid (2)     | Attaquant         |
| 2024-2025 | Ousmane Dembélé | Paris Saint-Germain | Attaquant         |

##### Meilleur jeune joueur de la Ligue des Champions
| Saison    | Joueur                | Club                | Poste             |
| --------- | --------------------- | ------------------- | ----------------- |
| 2021-2022 | Vinícius Júnior       | Real Madrid         | Attaquant         |
| 2022-2023 | Khvicha Kvaratskhelia | SSC Naples          | Attaquant         |
| 2023-2024 | Jude Bellingham       | Real Madrid (2)     | Milieu de terrain |
| 2024-2025 | Désiré Doué           | Paris Saint-Germain | Attaquant         |

#### Meilleur joueur de la Ligue Europa
| Saison    | Joueur                    | Club                   | Poste                 |
| --------- | ------------------------- | ---------------------- | --------------------- |
| 2016-2017 | Paul Pogba                | Manchester United      | Milieu de terrain     |
| 2017-2018 | Antoine Griezmann         | Atlético de Madrid     | Attaquant             |
| 2018-2019 | Eden Hazard               | Chelsea FC             | Attaquant (2)         |
| 2019-2020 | Romelu Lukaku             | Inter Milan            | Attaquant (3)         |
| 2020-2021 | Gerard Moreno             | Villarreal CF          | Attaquant (4)         |
| 2021-2022 | Filip Kostić              | Eintracht Francfort    | Milieu de terrain (2) |
| 2022-2023 | Jesús Navas               | Séville FC             | Défenseur             |
| 2023-2024 | Pierre-Emerick Aubameyang | Olympique de Marseille | Attaquant (5)         |
| 2024-2025 | Cristian Romero           | Tottenham Hotspur FC   | Défenseur (2)         |

#### Meilleur joueur de la Ligue Conférence
| Saison    | Joueur             | Club            | Poste                 |
| --------- | ------------------ | --------------- | --------------------- |
| 2021-2022 | Lorenzo Pellegrini | AS Roma         | Milieu de terrain     |
| 2022-2023 | Declan Rice        | West Ham United | Milieu de terrain (2) |
| 2023-2024 | Ayoub El Kaabi     | Olympiakós      | Attaquant             |
| 2024-2025 | Isco               | Real Betis      | Milieu de terrain (3) |

#### Meilleur gardien de l'année UEFA
| Saison                    | Joueur               | Club                  |
| ------------------------- | -------------------- | --------------------- |
| 1997-1998                 | Peter Schmeichel     | Manchester United     |
| 1998-1999                 | Oliver Kahn          | Bayern Munich         |
| 1999-2000                 | Oliver Kahn (2)      | Bayern Munich (2)     |
| 2000-2001                 | Oliver Kahn (3)      | Bayern Munich (3)     |
| 2001-2002                 | Oliver Kahn (4)      | Bayern Munich (4)     |
| 2002-2003                 | Gianluigi Buffon     | Juventus FC           |
| 2003-2004                 | Vítor Baía           | FC Porto              |
| 2004-2005                 | Petr Čech            | Chelsea FC            |
| 2005-2006                 | Jens Lehmann         | Arsenal FC            |
| 2006-2007                 | Petr Čech (2)        | Chelsea FC (2)        |
| 2007-2008                 | Petr Čech (3)        | Chelsea FC (3)        |
| 2008-2009                 | Edwin van der Sar    | Manchester United (2) |
| 2009-2010                 | Júlio César          | Inter Milan           |
| 2010-2011                 | Iker Casillas        | Real Madrid           |
| 2011-2012                 | Iker Casillas (2)    | Real Madrid (2)       |
| 2012-2013                 | Manuel Neuer         | Bayern Munich (5)     |
| 2013-2014                 | Manuel Neuer (2)     | Bayern Munich (6)     |
| Non remis en 2015 et 2016 |                      |                       |
| 2016-2017                 | Gianluigi Buffon (2) | Juventus FC (2)       |
| 2017-2018                 | Keylor Navas         | Real Madrid (3)       |
| 2018-2019                 | Alisson              | Liverpool FC          |
| 2019-2020                 | Manuel Neuer (3)     | Bayern Munich (7)     |
| 2020-2021                 | Édouard Mendy        | Chelsea FC (4)        |

#### Meilleur défenseur de l'année UEFA
| Saison                   | Joueur             | Club                  |
| ------------------------ | ------------------ | --------------------- |
| 1997-1998                | Fernando Hierro    | Real Madrid           |
| 1998-1999                | Jaap Stam          | Manchester United     |
| 1999-2000                | Jaap Stam (2)      | Manchester United (2) |
| 2000-2001                | Roberto Ayala      | Valence CF            |
| 2001-2002                | Roberto Carlos     | Real Madrid (2)       |
| 2002-2003                | Roberto Carlos (2) | Real Madrid (3)       |
| 2003-2004                | Ricardo Carvalho   | FC Porto              |
| 2004-2005                | John Terry         | Chelsea FC            |
| 2005-2006                | Carles Puyol       | FC Barcelone          |
| 2006-2007                | Paolo Maldini      | AC Milan              |
| 2007-2008                | John Terry (2)     | Chelsea FC (2)        |
| 2008-2009                | John Terry (3)     | Chelsea FC (3)        |
| 2009-2010                | Maicon             | Inter Milan           |
| Non remis de 2011 à 2017 |                    |                       |
| 2016-2017                | Sergio Ramos       | Real Madrid (4)       |
| 2017-2018                | Sergio Ramos (2)   | Real Madrid (5)       |
| 2018-2019                | Virgil van Dijk    | Liverpool FC          |
| 2019-2020                | Joshua Kimmich     | Bayern Munich         |
| 2020-2021                | Rúben Dias         | Manchester City       |

#### Meilleur milieu de terrain de l'année UEFA
| Saison                   | Joueur              | Club                |
| ------------------------ | ------------------- | ------------------- |
| 1997-1998                | Zinédine Zidane     | Juventus FC         |
| 1998-1999                | David Beckham       | Manchester United   |
| 1999-2000                | Gaizka Mendieta     | Valence CF          |
| 2000-2001                | Gaizka Mendieta (2) | Valence CF (2)      |
| 2001-2002                | Michael Ballack     | Bayer Leverkusen    |
| 2002-2003                | Pavel Nedved        | Juventus FC (2)     |
| 2003-2004                | Deco                | FC Porto            |
| 2004-2005                | Kaká                | AC Milan            |
| 2005-2006                | Deco (2)            | FC Barcelone        |
| 2006-2007                | Clarence Seedorf    | AC Milan (2)        |
| 2007-2008                | Frank Lampard       | Chelsea FC          |
| 2008-2009                | Xavi                | FC Barcelone (2)    |
| 2009-2010                | Wesley Sneijder     | Inter Milan         |
| Non remis de 2011 à 2017 |                     |                     |
| 2016-2017                | Luka Modrić         | Real Madrid         |
| 2017-2018                | Luka Modrić (2)     | Real Madrid (2)     |
| 2018-2019                | Marco Verratti      | Paris Saint-Germain |
| 2019-2020                | Kevin De Bruyne     | Manchester City FC  |
| 2020-2021                | N'Golo Kanté        | Chelsea FC          |

#### Meilleur attaquant de l'année UEFA
| Saison                   | Joueur                | Club                  |
| ------------------------ | --------------------- | --------------------- |
| 1997-1998                | Ronaldo               | Inter Milan           |
| 1998-1999                | Andriy Chevtchenko    | Dynamo Kiev           |
| 1999-2000                | Raúl                  | Real Madrid           |
| 2000-2001                | Raúl (2)              | Real Madrid (2)       |
| 2001-2002                | Raúl (3)              | Real Madrid (3)       |
| 2002-2003                | Ruud van Nistelrooy   | Manchester United     |
| 2003-2004                | Fernando Morientes    | AS Monaco             |
| 2004-2005                | Ronaldinho            | FC Barcelone          |
| 2005-2006                | Samuel Eto'o          | FC Barcelone (2)      |
| 2006-2007                | Kaká                  | AC Milan              |
| 2007-2008                | Cristiano Ronaldo     | Manchester United (2) |
| 2008-2009                | Lionel Messi          | FC Barcelone (3)      |
| 2009-2010                | Diego Milito          | Inter Milan           |
| Non remis de 2011 à 2017 |                       |                       |
| 2016-2017                | Cristiano Ronaldo (2) | Real Madrid (4)       |
| 2017-2018                | Cristiano Ronaldo (3) | Real Madrid (5)       |
| 2018-2019                | Lionel Messi (2)      | FC Barcelone (4)      |
| 2019-2020                | Robert Lewandowski    | Bayern Munich         |
| 2020-2021                | Erling Haaland        | Borussia Dortmund     |

#### Meilleur entraîneur de l'année UEFA
| Saison                   | Entraîneur          | Club               |
| ------------------------ | ------------------- | ------------------ |
| 1997-1998                | Marcello Lippi      | Juventus FC        |
| 1998-1999                | Alex Ferguson       | Manchester United  |
| 1999-2000                | Héctor Cúper        | Valence CF         |
| 2000-2001                | Ottmar Hitzfeld     | Bayern Munich      |
| 2001-2002                | Vicente del Bosque  | Real Madrid        |
| 2002-2003                | Carlo Ancelotti     | AC Milan           |
| 2002-2003                | José Mourinho       | FC Porto           |
| 2003-2004                | Rafael Benítez      | Valence CF         |
| 2003-2004                | José Mourinho (2)   | FC Porto (2)       |
| 2004-2005                | Rafael Benítez (2)  | Liverpool FC       |
| 2004-2005                | Valeri Gazzaev      | FK CSKA Moscou     |
| 2005-2006                | Frank Rijkaard      | FC Barcelone       |
| 2005-2006                | Juande Ramos        | Séville FC         |
| Non remis de 2007 à 2019 |                     |                    |
| 2019-2020                | Hansi Flick         | Bayern Munich (2)  |
| 2020-2021                | Thomas Tuchel       | Chelsea FC         |
| 2021-2022                | Carlo Ancelotti (2) | Real Madrid (2)    |
| 2022-2023                | Pep Guardiola       | Manchester City FC |

### Femmes

#### Meilleure joueuse de la Ligue des Champions
| Saison    | Joueuse         | Club         |
| --------- | --------------- | ------------ |
| 2021-2022 | Alexia Putellas | FC Barcelone |
| 2022-2023 | Aitana Bonmatí  | FC Barcelone |

#### Meilleure gardienne de l'année UEFA
| Saison    | Joueuse        | Club               |
| --------- | -------------- | ------------------ |
| 2019-2020 | Sarah Bouhaddi | Olympique lyonnais |
| 2020-2021 | Sandra Paños   | FC Barcelone       |

#### Meilleure défenseure de l'année UEFA
| Saison    | Joueur        | Club                |
| --------- | ------------- | ------------------- |
| 2019-2020 | Wendie Renard | Olympique lyonnais  |
| 2020-2021 | Irene Paredes | Paris Saint-Germain |

#### Meilleure milieu de terrain de l'année UEFA
| Saison    | Joueur             | Club               |
| --------- | ------------------ | ------------------ |
| 2019-2020 | Dzsenifer Marozsán | Olympique lyonnais |
| 2020-2021 | Alexia Putellas    | FC Barcelone       |

#### Meilleure attaquante de l'année UEFA
| Saison    | Joueur           | Club          |
| --------- | ---------------- | ------------- |
| 2019-2020 | Pernille Harder  | VfL Wolfsburg |
| 2020-2021 | Jennifer Hermoso | FC Barcelone  |

#### Meilleur entraîneur de l'année UEFA
| Saison    | Entraîneur       | Club               |
| --------- | ---------------- | ------------------ |
| 2019-2020 | Jean-Luc Vasseur | Olympique lyonnais |
| 2020-2021 | Lluís Cortés     | FC Barcelone       |